# Церква святого Онуфрія (Посада Риботицька)
Церква святого Онуфрія — пам'ятка української сакральної архітектури середини XIV — середини XV століть у селі Посада Риботицька над річкою Вігор, близько 36 км на південний захід від Перемишля. Найстаріший храм східної традиції в межах сучасної Польщі. В 1960-их роках на стінах церкви виявлено поліхромію, культурну і мистецьку вартість якої прирівнюють до фресок з каплиці святого Хреста катедрального костелу на Вавелі.

## Історія
Вперше монастир святого Онуфрія згадується в документі про надання королем Казимиром Великим шляхтичеві Стефанові Венгринові Сас-Риботицькому сіл Посада (як монастирська оселя Гоноффри), Трійця і Семенів 1367 року (за іншим джерелом Посада, Вугники і Серакізці, монастирі Гоноффри, Трійця та Семенів). 1407 — чергова згадка в документах Перемиського єпископства.
Після 1443 року, коли село належало Вашку Риботицькому — будують муровану церкву. Спершу вівтар і наву, а потім, близько 1500 року — вежу.
1505 року село Посада переходить до Комарницьких.
1524 року напали татари, які частково понищили церкву.
Близько 1560 року Посада належить роду Гербуртів. Станіслав Гербурт стає ктитором обителі.
1609 року в церкві ймовірно поховано останнього православного перемиського єпископа, Михайла Копистенського.
1693 року разом з цілою православною Перемиською єпархією монахи приймають Берестейську унію.
1772 василіани залишають Посаду і переїздять до Добромиля — церква стає парафіяльною Добромильського деканату Перемишльської єпархії УГКЦ. Після депортації і винищення всіх українців Надсяння з 1947 року церква занепадає і швидко руйнується.
1966 року з ініціативи Музею національної архітектури з Сяніка відбулося відкриття настінних розписів, археологічні дослідження узгір'я, знайдено цвинтар і залишки оборонних мурів.
1977 року святиню передають в користування Національному музею Перемиської землі. Власником об'єкту залишається Ґміна Фредрополь. У 1977–1985 роках проводиться реконструкція церкви, зневоднення ґрунту довкола будівлі. Протягом 1983–1990 років відбуваються роботи з консервації поліхромії, які незавершені й досі. Через невизначений правовий статус святині протягом 1990-х — 2000-х років незахищені розписи швидко руйнувалися.
1991 року Перемиська греко-католицька архікатедральна парафія звернулася до польського уряду з вимогою повернути відібрану церкву. Рішення про повернення церкви комісія Міністерства внутрішніх справ прийняла лише 2010 року. В лютому 2010 року митрополит Перемисько-Варшавський Іван (Мартиняк) видав декрет про відновлення діяльності греко-католицької парафії святого Онуфрія. 15 березня 2010 року парафія підпорядкована управлінню парафії святого Івана Хрестителя в Перемишлі.
2011 року Національний аудіовізуальний інститут виконав повну інвентаризацію (переведення в цифровий формат) розписів і графіто в інтер'єрі церкви.

## Опис

План

Церква зведена на взгір'ї над долиною річки Вігор. Мурована з дикого каменю на вапняному розчині, узята в розвантажувальні контрфорси, з центральним готичним щипцем на східному фасаді. Тинькована ззовні і всередині розчином на вапні. Спершу складалася з високої нави розмірами 6,37×6,46 м і вівтаря розміром 3,40×4,30 м. Після 1500 року, від заходу, добудована триоб'ємна вежа. В партері невеличкі сіні 2,25-2,36 x 3,71 м, далі бабинець 3,00×3,65 м, а над ними горішня каплиця 6,12 x 4,03-4,13 м. Над каплицею, в західній частині приміщення для дзвонів, в східній піддашшя. Нава з південного боку освітлюється через два вікна із глибокими розгліфованими скосами. В піддашші комунікація приміщень амфіладна.
У проєкції храм повторює тризрубну дерев'яну церкву. Всі перекриття приміщень церкви півциліндричні склепінчаті, на них влаштовано настил і другий ярус з бійницями, які мають вузенькі щілини; форма їх притаманна спорудам, збудованим до появи вогнепальної зброї (Кам'янецька вежа, Луцький та Кременецький замки). Трибанного вигляду храм набув завдяки піднятості об'ємів другого ярусу, що скидаються на вежі. Суворий силует квадратних верхів, чіткі обриси об'ємів надають церкві монументальності. Інтер'єр церкви, навпаки, тіснуватий, оздоблений кольоровими розписами, справляє на відвідувача життєрадісне враження).
Над вежею (ламаний) і навою дахи чотириспадові, над вівтарем двоспадовий з сиґнатуркою. Вхідні портали до церкви в північній і південній стінах сіней і в південній стіні нави. Також після 1500 року в інтер'єрі церкви з'явилася мурована з дикого каменю на вапняному розчині перегородка, яка відділила вівтарну частину від нави (кам'яний іконостас).
Стилістично церква святого Онуфрія є мистецьки вивершеним взірцем української традиційної архітектури, з великим числом ґотичних елементів, з визначеними оборонними функціями.

## Поліхромія
Інтер'єр церкви: вівтар, нава і східна стіна сіней вкриті живописом виконаним в змішаній фресково-темперній техніці. В бабинці та приміщеннях вежі розписи відсутні. Загальна площа розписів 300 м².
У вівтарі розписи розміщені в поясній системі.
Іконографія розписів досі недостатньо вивчена.
Склепіння — Бог в оточенні янголів; склепіння вівтарної арки — погруддя пророків у медальйонах; стіна східна — Бог в янгольському супроводі; стіна південна — Омовіння ніг апостолів і Тайна вечеря; стіна східна — Причащання апостолів; нижній регістр розпису: Поклоніння Жертві і Христос у гробі; в долішній ділянці — розвішена на кільцях тканина. Розписи на темплоні — Архангели Михаїл і Гавриїл з фундаційною таблицею.
Розписи датуються серединою — кінцем XV століття.
Нава: розписи збереглися гірше, стилістично відмінні. Перегородка — Богородиця Маеста (італ. Maestà) (Діва Марія на столі) і виображення Доброї і Злої смерті; південна стіна нави — євангельський сюжет розміщений поясом; стіна північна — сюжет пристрастей розміщений поясом; стіна західна — відчитати не вдалося; значні втрати малярського шару. Розписи в наві датуються кінцем XV — початком XVI століть.
Стилістично і часово розписи з Посади Риботицької близькі до розписів з церкви святого Онуфрія Лаврівського монастиря.
Сіні: розписи лише на східній стіні — ранньоренесансний портал, встановлений ймовірно водночас з декорацією нави. В сінях графіто в тиньку на руській, польській та латинській мовах разом з датами (найчастіше: 1501, 1506, 1514).
Наразі в церкві відсутнє яке-небудь оснащення.

## Настоятелі
- о. Іван Должицький (1847—1860)[8]
- о. вакантна посада (1860—1861)[8]
- о. Антін Біржинський (1861—1886)[8]
- о. Йосиф Костовецький ([1828]—1836)[8]
- о. Анун Білинський (1886-1908+)[8]
- о. Михайло Артемович (1904—1908, асистент)[8]
- о. Михайло Карп'як (1908—1909, адміністратор)[8]
- о. Мирослав Лисяк (1909—1920)[8]
- о. Михайло Тимчишин (1920—1927)[8]
- о. Микола Сцепанський (1927—1934)[8]
- о. Семен Тимчук (1935—1936, адміністратор)[8]
- о. Павло Павліс (1936—[1939])[8]

## Галерея

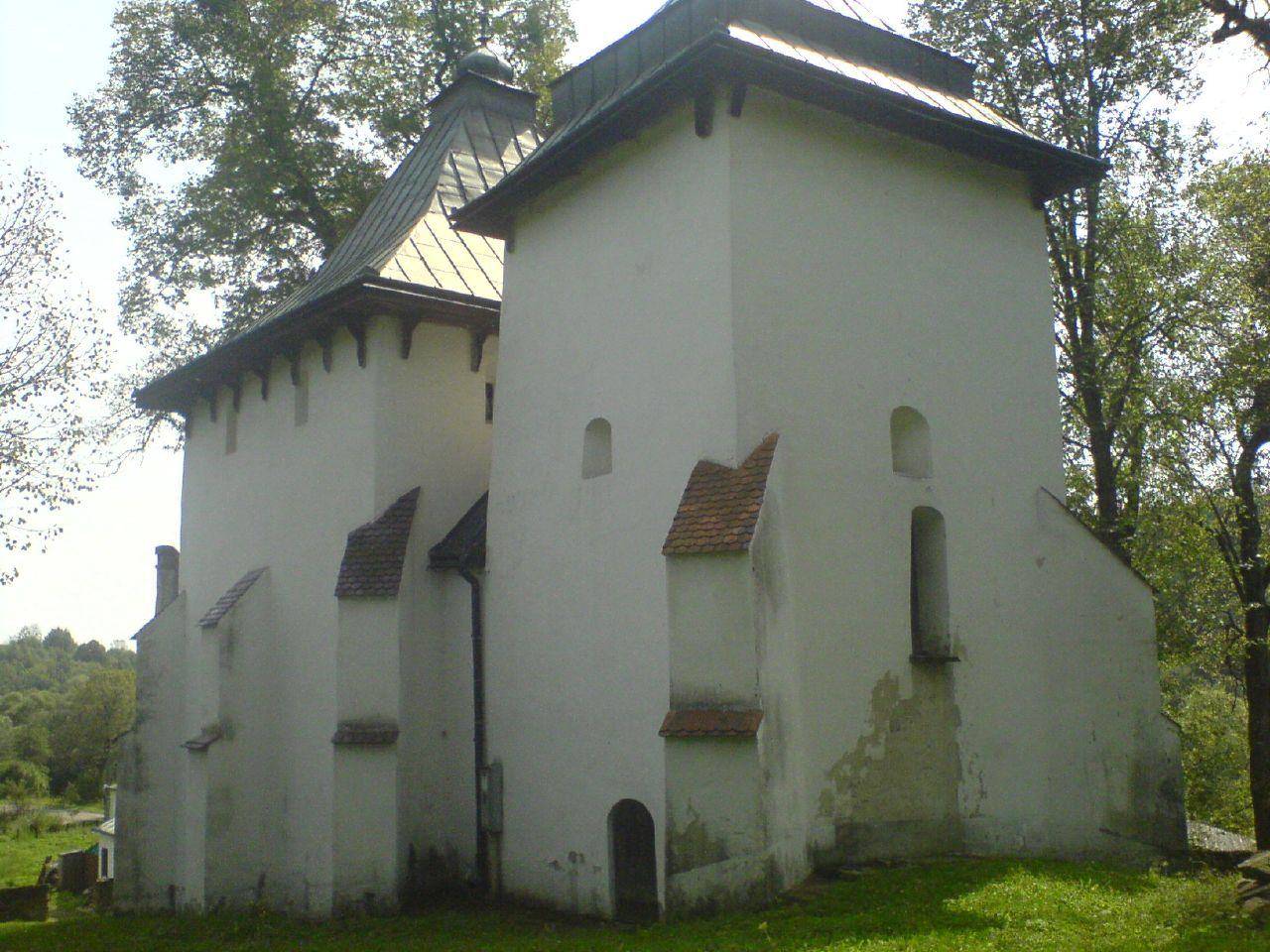
Загальний вигляд
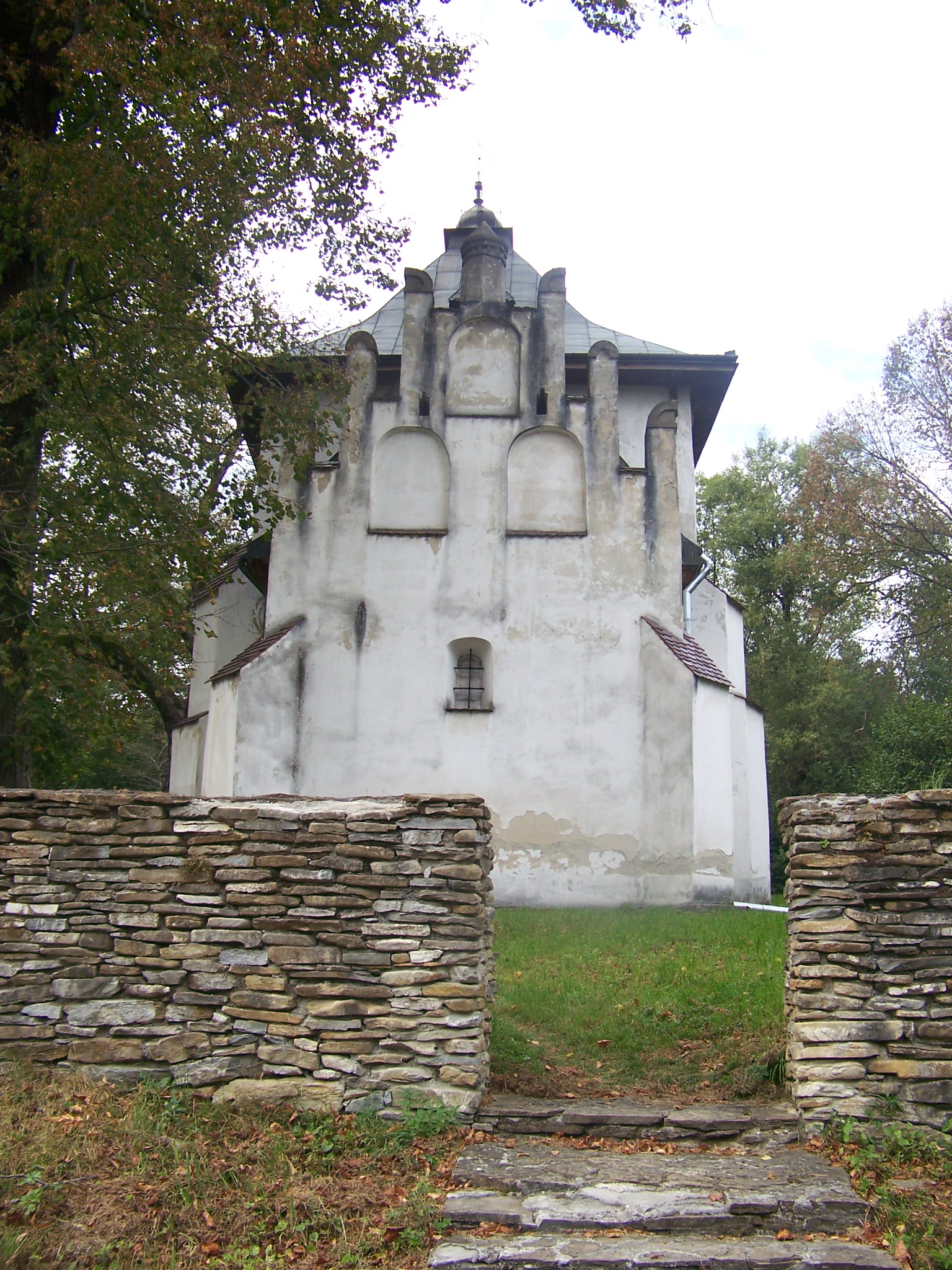
Загальний вигляд
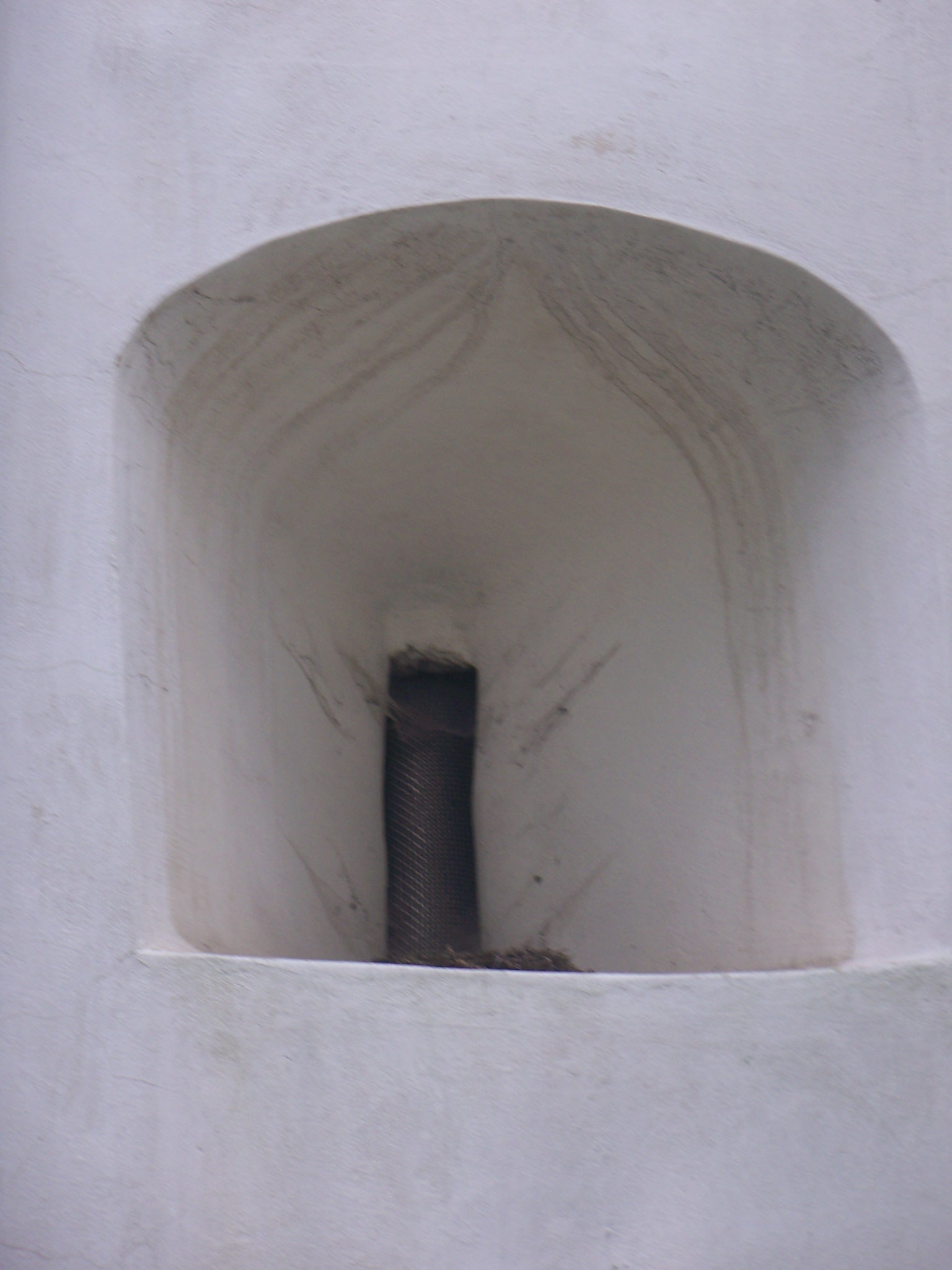
Бійниця
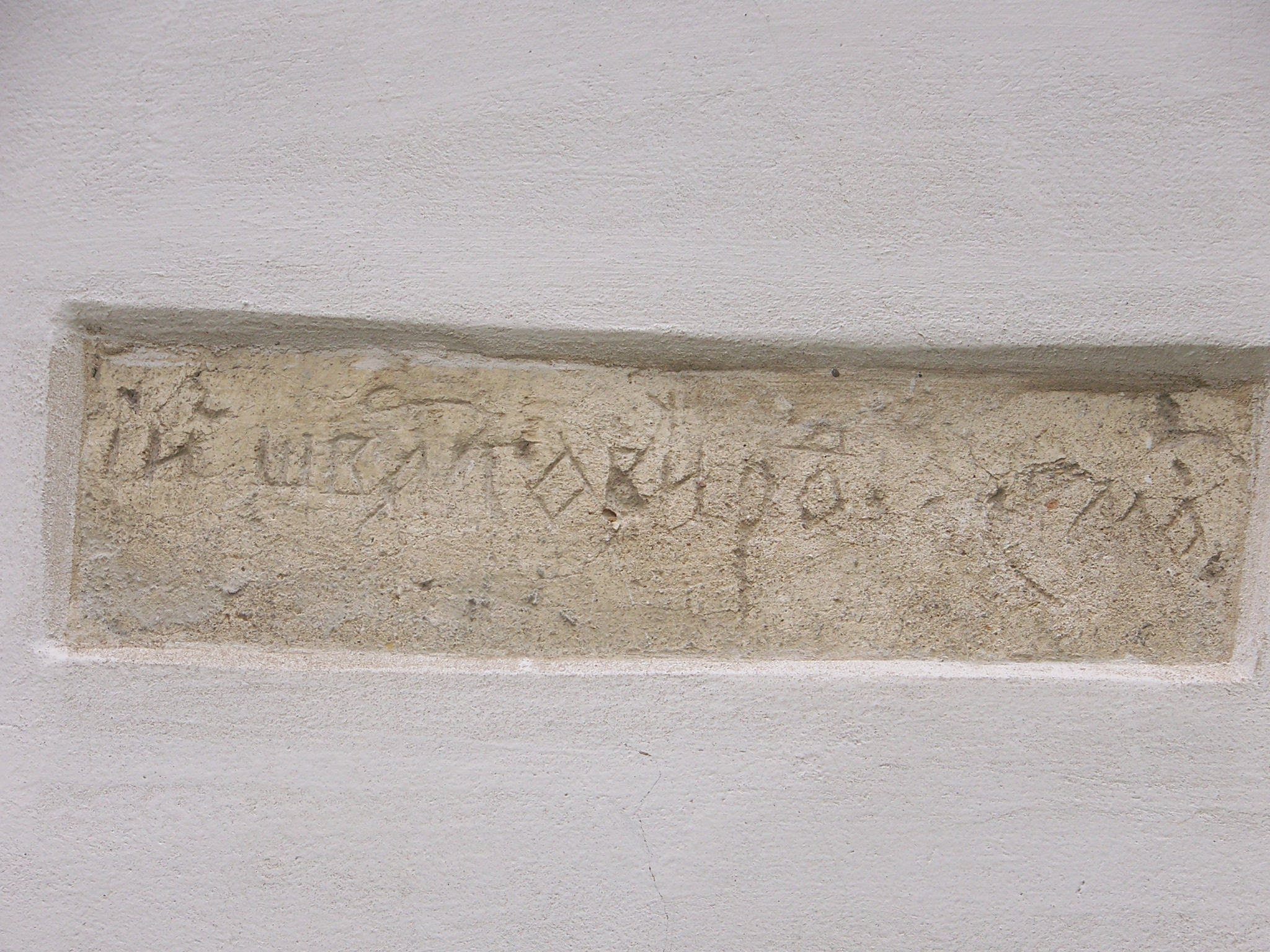
Графіто кирилицею в екстер'єрі
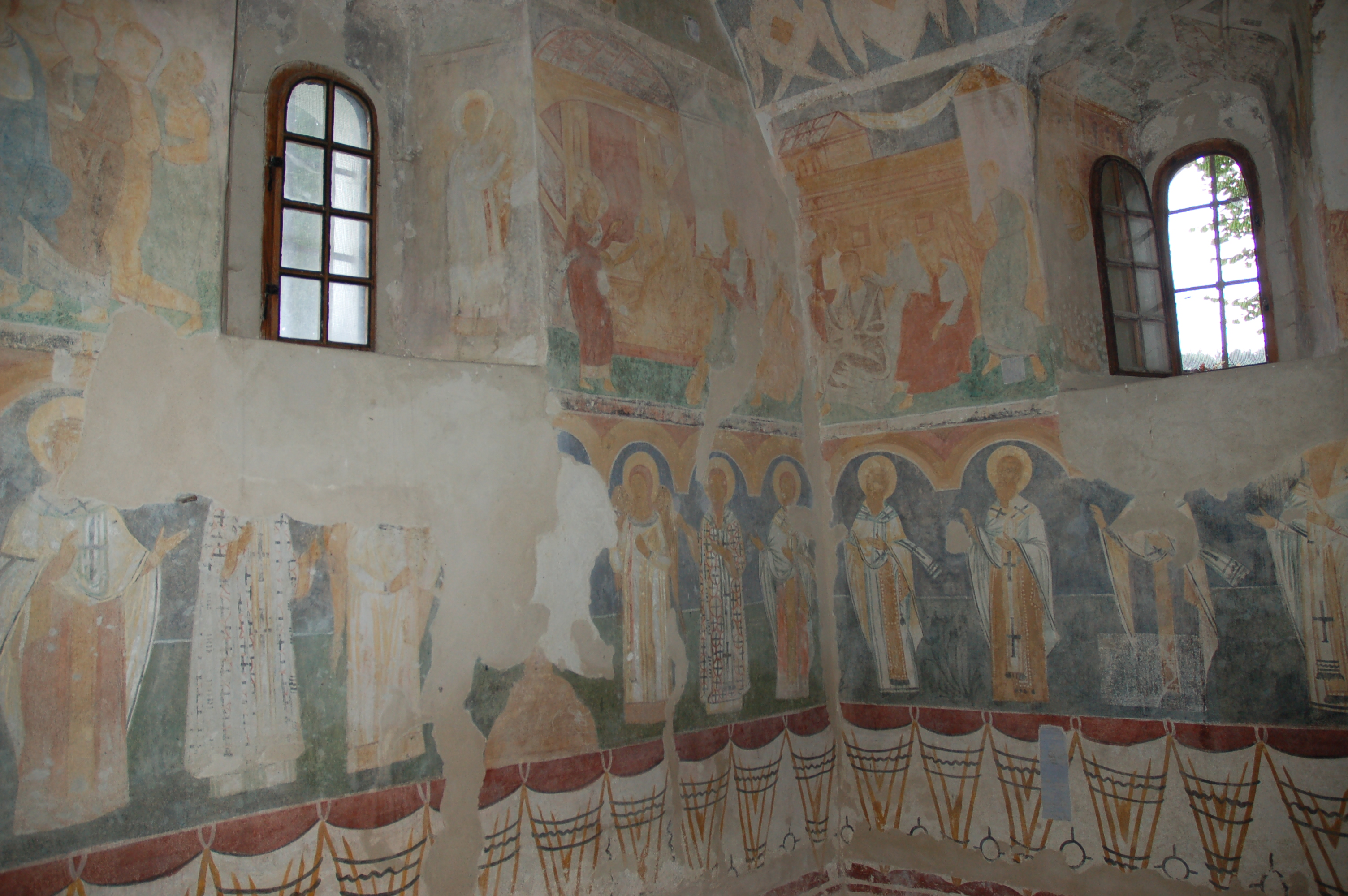
Розписи
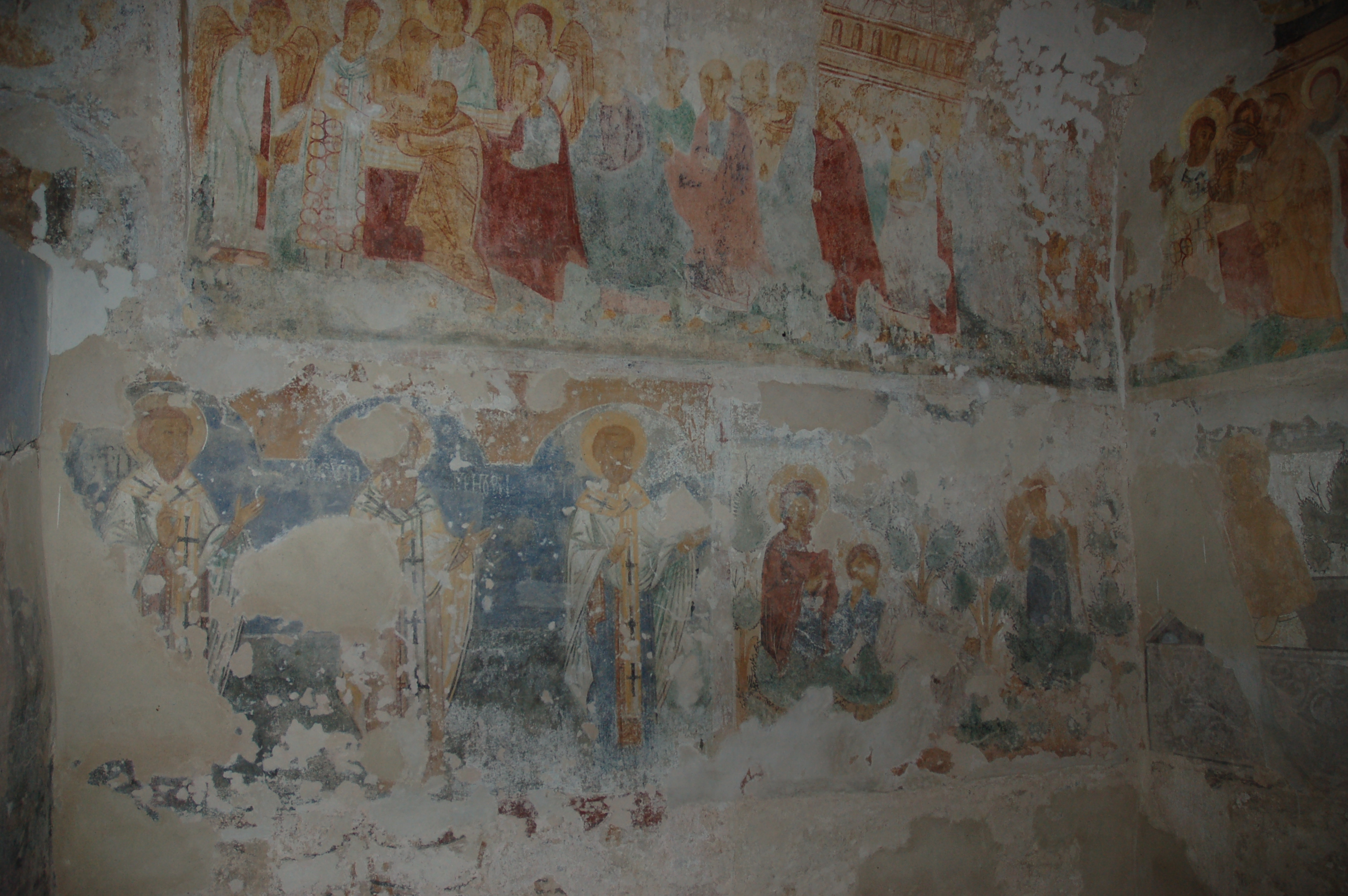
Розписи